# Exhorta
Exhorta (z lat. exhortor – povzbudit) je krátká povzbuzující promluva (paraenese) při bohoslužebných úkonech (svěceních, žehnáních, procesích) v katolické církvi.

## Vývoj
V české tradici římskokatolické církve se tak v časovém rozmezí od tridentského (1563) do druhého vatikánského koncilu (1962–1965) nazývaly promluvy při ranních bohoslužbách, zvláště pak promluvy pro středoškolské studenty.
Kněz pověřený exhortou se nazýval exhortátor.
Někdy se exhortám říkalo: vzdělávací řeči (něm. Erbauungsreden), jak to můžeme například vidět v díle Bernarda Bolzana, čímž se původní povzbuzující smysl posouval na úroveň katecheze.
Po II. vatikánském koncilu bývá slovo exhorta nahrazováno výrazem pocházejícím ze starořečtiny: παραίνεσις (parainesis - povzbuzení). Vznikají tak spojení jako: paraneutická promluva či paraneutické kázání aj. Samotné slovo exhorta se od té doby v češtině užívá řídce; frekventované je však, v církevním prostředí, ve výrazu: apoštolská exhortace (apoštolské povzbuzení), který označuje druh dokumentu vydaného papežem.

## Problematika terminologie
Exhorta, z něm. Erbauungrege, nemá adekvátní český ekvivalent. Jako „řeči vzdělávací“ je definoval vydavatel českého výboru exhort Bernarda Bolzana z let 1882–1888 Emilian Wewerka. „Reden“, v překladu „řeči“, ve spojení s „Erbauung“ znamenají „kázání“. „Exhortatito“ a „Erbauung“ neznamenají vzdělávání ve školském smyslu, ale nabádání, povzbuzování, podněcování. Přesný překlad by byl „kázání nabádavá či povznášející“, proto se používá počeštěná forma slova – exhorta, exhorty.

## Exhorty Bernarda Bolzana
Bernard Bolzano byl významný český myslitel, filozof, matematik, logik, kněz a sesazený univerzitní profesor v době působení knížete Metternicha. Bernard Bolzano, ovlivněný dobovým osvícenstvím a myšlením racionalistického filozofa Leibnize, bývá označován jako „osvícenský racionalistický teolog“. O věhlasu jeho univerzitního a kněžského působení v době národního obrození svědčí velká účast veřejnosti, především studentstva, na jeho pohřbu na Olšanských hřbitovech v Praze.

## Exhorty v době národního obrození
V době národního obrození pronesl „univerzitní katecheta“ Bernard Bolzano během 14 let (1805–1819) 577 exhort, z nichž bylo doposud uveřejněno v pěti vydáních 237 exhort (seznam vydání viz Literatura). Bolzanova etika nejvyššího mravního zákona, který zněl: „Ze všech možných způsobů jednání vol vždy takový, který při zvážení všech důsledků nejvíc přispěje k blahu celku, lhostejno, v kterých jeho částech!“, pobuřovala katolickou církev, neboť hlásala „objektivnost“ mravního zákona, tedy něco, co je nezávislé na Bohu.
„Podle nich [představitelů církve] měl Bolzano (a potom i jeho žáci) pod „etickými“ hodnotami ve skutečnosti na mysli hodnoty „nekřesťanské“, ba „pohanské“. Vyčítali mu, že mluví pořád jen o etice místo o dogmatech a zázracích.“
Svoji etiku dokládá v kazatelské činnosti. První exhorta z května roku 1805 nazvaná O nutnosti víry řídící se důvody rozumu započala vyšetřování, které bylo oficiálně ukončeno až v roce 1825, kdy se za něho postavil arcibiskup Václav Leopold Chlumčanský, ale zejména Josef Dobrovský, díky kterému nebyl poslán do klášterního vězení, ale byl „pouze“ nucen odejít do penze a dostal zákaz publikovat (nadále vydával díla v zahraničí).

## Témata exhort Bernarda Bolzana
Bolzano při kázáních mluvil o aktuálních tématech na univerzitě, v zemi a ve světě, ale i o tématech povinných, týkajících se křesťansko-katolického učení (církevní svátky, úkol křesťanství apod.). Tematicky zahrnuje okruhy:
1. „Filozofie dějin (o lidských právech a pokroku, o úloze rozumu a o nutném vítězství dobra v dějinách aj.)
2. Obecně lidské otázky (o štěstí, o osvětě, o přátelství, o přednostech rodinného života, o dobrotě lidské přirozenosti aj.)
3. Sociálněpolitické otázky (o občanské společnosti, o rovnosti lidí, o důstojnosti ženy, o lásce k vlasti, o pojmu vlastnictví, o chování k nespravedlivým vrchnostem, o postoji k Židům aj.)
4. Psychologické a pedagogické otázky (o odvaze, o veselé mysli, o pravém nadšení, o smyslu pro krásné a vznešené, o chování při neodvratném nebezpečí, o povinnosti myslit na smrt aj.)
5. Etické otázky (o ctnosti, o pokrytectví, o pravém hrdinství, o lži a pravdomluvnosti, o střídmosti, o povinnosti věnovat se obecně prospěšné práci, o povinnosti ctít mravy své země; o bludu, že údělem ctnosti je jen utrpení a že čistota srdce spočívá jen v odříkání aj.)
6. Náboženské otázky (o poměru pravé učenosti k náboženství, o zneužívání náboženství, o podřizování rozumu víře, proč upadá úcta ke křesťanství aj.)“[5]

## Vliv exhort na české myslitele, „bolzanovce“
Ve druhé polovině 19. století se Bolzanovo učení rozšířilo a rozvíjelo díky jeho žákům. Vliv exhort zasáhl nejen české, ale z části i rakouské školství. Ještě před Bolzanovou smrtí vznikl v Čechách neformální „Bolzanův kruh“, který vedl Josef Fr. Hurdálek, jeho asistent Michael J. Fesl a Vincenc Fiebrich. V roce 1825 byl založen v duchu Bolzanova učení Časopis katolického duchovenstva (zakladatelé Vincenc Zahradník a Karel Alois Vinařický). V jeho filozofii pokračovali na univerzitě Jakob Beer, Jan Pavel Padlesák a Franz Schneider. Dále se k jeho odkazu hlásili František Ladislav Čelakovský, Josef Dobrovský, František Palacký, Karel Havlíček Borovský, Karolina Světlá aj. Díky Josefu Dobrovskému, který „napsal všem významným protivníkům a pohrozil jim svou účastí na obraně Bolzanově, pokud by neskončili s jeho pronásledováním“, skončilo vyšetřování Bolzana, jenž byl následně nucen odejít do penze. V den Bolzanova pohřbu vyšel v Národních novinách článek K. H. Borovského, který vystihuje význam a dopad učení Bernarda Bolzana: „Pomníkem jeho nejkrásnějším a nejtrvalejším jest, že svobodné pohybování ducha v naší vlasti jest namnoze plod semene, které on rozsíval!“

## ExhortaO poměru obou národních kmenů v Čechách(1818)
Bernard Bolzano se zabýval aktuálními tématy, mezi které patřilo i uspořádání Čechů a Němců v českých zemích. Na rozdíl od obrozence Josefa Jungmanna, který navrhoval řešení v národně svébytné nové české kultuře, prosazoval Bolzano rovnocenný dvojjazyčný česko-německý národ. Bolzano zastával zemské pojetí vlastenectví, tedy že národ a jazyk nejsou totéž. Jungmann se vyhraňoval pojetím jazykově-etnického vlastenectví, které odlišuje národ jako přirozený útvar od státu jako mechanického útvaru, nepřirozeného, vytvořeného skupinkou lidí.

### Ukázka
V následující ukázce lze vidět styl Bolzanových exhort – jeho racionální vysvětlení problémů a řešení nalezené v křesťanských podobenstvích.
„Není to německý jazyk, v němž jsou přednášeny všechny vyšší vědy v zemi a který byl povýšen též na úřední jazyk ve všech veřejných záležitostech? Jakkoliv to samo o sobě nemůže být káráno, nemusí to být druhé části národa velmi nepříjemné? Nemá tato část pociťovat odstrkování, které zde zakouší, s hořkostí? Avšak co více: nejsou všichni velcí a vznešení v zemi, nejsou všichni bohatí a majetní v obyvatelstvu jen jedno z dvojího: buď rození Němci, a často dokonce cizozemci, anebo aspoň takové osoby, které jsou počítány k Němcům, protože už dávno český jazyk a mrav odložily? Nežije česky mluvící část lidu vesměs v politováníhodných poměrech chudoby a útisku? A co pobuřuje nejvíc: nebyly mu všude za představené ustanoveny osoby, které jsou Němci anebo k Němcům patří? Osoby, které ani neznají jazyk, jímž mluví lid, a nejsou proto schopny posoudit jeho stížnosti a žaloby, jeho žádosti a prosby, ani důvody, které uvádí na jejich podporu? […] Kdo by se tedy mohl ještě divit, že se v naší zemi nevyskytuje žádný duch pospolitosti? Že Čech a Němec nedělají nikdy nic rádi společně, že naopak jeden druhým opovrhují, jeden druhému vyhýbají a nenávidí se? Ne přátelé, tomu se nelze divit; stejně přirozeným a vysvětlitelným způsobem, jako vzniká všechno zlo na světě, rodí se i onen odpor, který panuje mezi oběma národními kmeny naší země. Musí se však nějaké zlo proto, že vzniklo přirozeným způsobem a je vysvětlitelné, považovat za nevyhnutelné? Příklad prvních křesťanů nám ukazuje i zde opak. Neboť jestliže česká část našeho národa předhazuje německé části křivdy a znevýhodňování sebe, oč více příčin měli potomci Izraele k stížnostem na týrání ze strany Helénů. Avšak kdo již přijal křesťanství, zapomněl na minulost, a pokud jde o přítomnost, snášel trpělivě, co se nedalo změnit, a snažil se vše vyložit co nejlépe v duchu lásky a omluvit to ohledem na poměry doby. Kéž by nám tento příklad nebyl dán marně, přátelé!“